# جون تيت (لاعب كرة قدم أمريكية)
جون تيت (بالإنجليزية: John Tait)‏ هو لاعب كرة قدم أمريكية أمريكي، ولد في 26 يناير 1975 في فينيكس في الولايات المتحدة.

## وصلات خارجية
- جون تيت على موقع مرجع كرة القدم المحترفة.كوم (الإنجليزية)